# Nowoszeszminsk
Nowoszeszminsk (ros. Новошешминск) – wieś (sieło) w Rosji, w Tatarstanie, ośrodek administracyjny rejonu nowoszeszmińskiego. W 2010 liczyła 4561 mieszkańców.